# Lachlan Dreher
Lachlan George Dreher (Melbourne, 11 de abril de 1967) es un exjugador australiano de hockey sobre hierba, que ganó tres medallas olímpicas en 1992, 1996 y 2000.